# العلاقات السيشلية النيبالية
العلاقات السيشلية النيبالية هي العلاقات الثنائية التي تجمع بين سيشل ونيبال.

## مقارنة بين البلدين
هذه مقارنة عامة ومرجعية للدولتين:
| وجه المقارنة                                              | سيشل                                                | نيبال                             |
| --------------------------------------------------------- | --------------------------------------------------- | --------------------------------- |
| المساحة (كم2)                                             | 459                                                 | 147.18 ألف                        |
| عدد السكان (نسمة)                                         | 95.84 ألف                                           | 29.40 مليون                       |
| الكثافة السكانية (ن./كم²)                                 | 20.88 ألف                                           | 199.76                            |
| العاصمة                                                   | فيكتوريا                                            | كاتماندو                          |
| اللغة الرسمية                                             | لغة فرنسية، لغة إنجليزية، اللغة الكريولية السيشيلية | اللغة النيبالية                   |
| العملة                                                    | روبية سيشلية                                        | روبية نيبالية                     |
| الناتج المحلي الإجمالي (بليون دولار)                      | 1.49 مليار                                          | 24.47 مليار                       |
| الناتج المحلي الإجمالي (تعادل القوة الشرائية) بليون دولار | 2.54 مليار                                          | 70.20 مليار                       |
| الناتج المحلي الإجمالي الاسمي للفرد دولار أمريكي          | 15.48 ألف                                           | 743                               |
| الناتج المحلي الإجمالي للفرد دولار أمريكي                 | 26.42 ألف                                           | 2.37 ألف                          |
| مؤشر التنمية البشرية                                      | 0.772                                               | 0.548                             |
| رمز المكالمات الدولي                                      | +248                                                | +977                              |
| رمز الإنترنت                                              | .sc                                                 | .np                               |
| المنطقة الزمنية                                           | ت ع م+04:00                                         | UTC+05:45، التوقيت الموحد لنيبال ‏ |

## منظمات دولية مشتركة
يشترك البلدان في عضوية مجموعة من المنظمات الدولية، منها:
| علم المنظمة | اسم المنظمة                               | تاريخ انضمام سيشل | تاريخ انضمام نيبال |
| ----------- | ----------------------------------------- | ----------------- | ------------------ |
|             | مؤسسة التمويل الدولية                     | 11 يونيو 1981     | 7 يناير 1966       |
|             | منظمة حظر الأسلحة الكيميائية              | 29 أبريل 1997     | ?                  |
|             | الأمم المتحدة                             | 21 سبتمبر 1976    | 14 ديسمبر 1955     |
|             | منظمة الشرطة الجنائية الدولية             | 1 سبتمبر 1977     | ?                  |
|             | البنك الدولي للإنشاء والتعمير             | 29 سبتمبر 1980    | 6 سبتمبر 1961      |
|             | الاتحاد البريدي العالمي                   | ?                 | ?                  |
|             | المركز الدولي لتسوية المنازعات الاستشارية | 19 أبريل 1978     | 6 فبراير 1969      |
|             | وكالة ضمان الاستثمار متعدد الأطراف        | 15 سبتمبر 1992    | 9 فبراير 1994      |
|             | يونسكو                                    | 18 أكتوبر 1976    | 1 مايو 1953        |
|             | الفريق المعني برصد الأرض                  | ?                 | ?                  |

## وصلات خارجية
- موقع وزارة الخارجية النيبالية